# Lactol

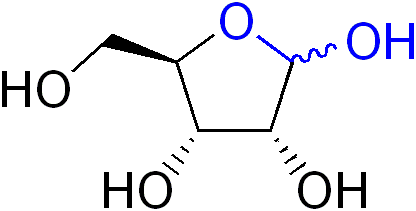
O grupo funcional lactol, destacado em azul, está presente em muitos carboidratos como a ribose.

Na química organica, um lactol é um equivalente cíclico de um hemiacetal ou hemiacetona.
O composto é formado pela adição nucleófila intramolecular de um grupo hidroxila a um grupo carbonila de um aldeído ou uma cetona.

Um lactol é comumente encontrado como um equilíbrio com um hidroxialdeído correspondente.  O equilíbrio pode favorecer ambas as direções da reação dependendo do tamanho do anél e do efeito de outros fatores químicos.
O grupo funcional lactol prevalece na natureza como o componente de uma sacarose aldose.